# Уута
У́ута (эст. Uuta), ранее У́хата и У́хута (эст. Uhuta, нем. Uchuta) — деревня в волости Ныо уезда Тартумаа, Эстония.

## География и описание
Расположена у шоссе Элва—Пангоди, в 20 км к юго-западу от уездного центра — города Тарту. Граничит с городом Элва. Высота над уровнем моря — 58 метров.
Климат умеренный. Официальный язык — эстонский. Почтовый индекс — 61620.

## Население
По данным переписи населения 2021 года, в Уута насчитывалось 64 жителя, из них 61 (95,3 %)  — эстонцы.
По данным переписи населения 2011 года, в деревне проживал 71 человек, из них 68 (95,8 %) — эстонцы.
Численность населения деревни Уута по данным переписей населения:
| Год  | 1959 | 1970  | 1979 | 1989 | 2000 | 2011 | 2021 |
| ---- | ---- | ----- | ---- | ---- | ---- | ---- | ---- |
| Чел. | 37   | ↗ 128 | ↘ 67 | ↘ 57 | ↗ 65 | ↗ 71 | ↘ 64 |

## История
В источниках 1582 года упоминается Huhuta Symon (хутор), 1627 года — Uhata, 1638 года — Oyataykyllo, Vchata, 1839 года — Uhata.
К настоящему времени часть деревни Уута присоединена к городу Элва и называется районом Махламяэ (эст. Mahlamäe) в честь покрытого соснами холма.
В советское время деревня располагалась на землях совхоза «Ныо».
В 1969 году на территории деревни был установлен памятный камень с надписью «24. VIII 1944 В ходе состоявшего здесь на полях сражения от немецко-фашистских оккупантов был освобожден город Элва» (бывший объект культурного наследия). Памятник посвящён состоявшемуся 24 августа 1944 года танковому сражению между советской 189-й стрелковой дивизией и немецко-фашистскими войсками. В протоколе от 30 ноября 2022 года рабочая группа по советским памятникам при Госканцелярии Эстонии признала памятник «красным монументом» и рекомендовала заменить надпись на нейтральную. Плита с надписью была демонтирована в 2022 году (см. Список советских военных памятников Эстонии).

## Комментарии
1. ↑  Эстонские топонимы, оканчивающиеся на -а, не склоняются и не имеют женского рода (исключение — Нарва)[7].